# Rótarfjallshnúkur
Rótarfjallshnúkur är en bergstopp i republiken Island. Den ligger i regionen Austurland, 260 km öster om huvudstaden Reykjavík. Toppen på Rótarfjallshnúkur är 1 848 meter över havet.
Trakten runt Rótarfjallshnúkur är nära nog obefolkad, med mindre än två invånare per kvadratkilometer. Det finns inga samhällen i närheten. Trakten runt Rótarfjallshnúkur är permanent täckt av is och snö.